# Мюрвик

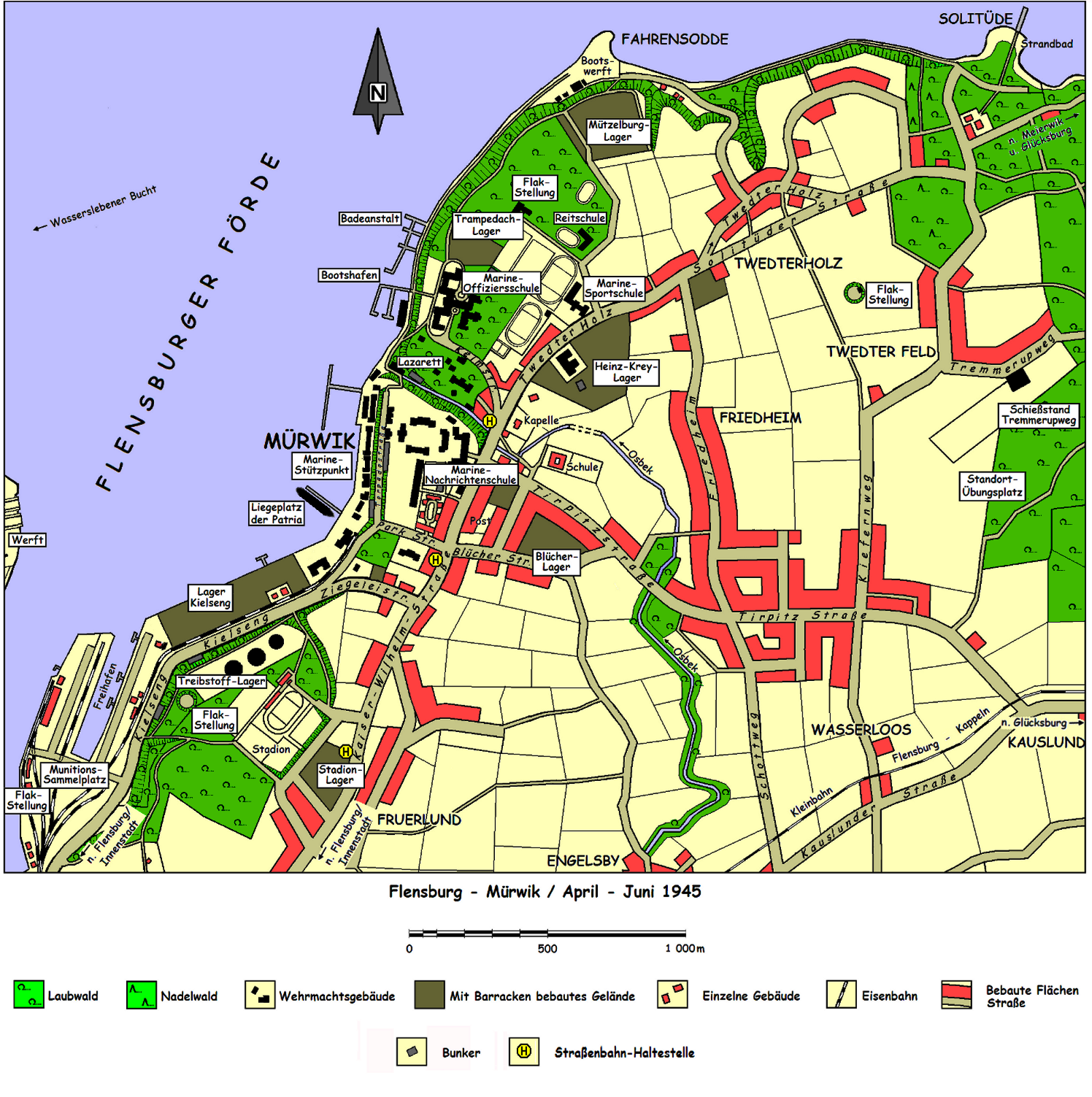
Мюрвик, 1945 год

Мюрвик (Нем.: Mürwik, Дат.: Mørvig) — район Фленсбурга, который находится на северо-востоке города на выходе из Фленсбургского залива. Название образовано из слов Mür (Мельница) и Wik (небольшая бухта) и означает «Маленький залив с мельницей» или «Маленькая мельничная бухта».
Сегодня, как правило, это название относится ко всей северо-восточной части города Фленсбурга, в том числе сюда входят район Twedterholz и значительная часть существовавших до 1910 года таких независимых муниципалитетов, как Twedt и Fruerlund, которые под общим названием Mürwik образуют наибольший городской район Фленсбурга.
Оригинальное название Mürwik сохранилось только за небольшим пространством на берегах Мюрвикской бухты, которая стала частью военно-морской базы.
Структурно центр Мюрвика образован расположенным на берегу залива небольшим двориком, который был связан с кирпичным заводом.
В XIX веке в Мюрвике существовали прекрасно оборудованные места отдыха с пляжами, парк и две гостиницы. В период существования Германской империи рекреационные пункты принадлежали сельской общине Fruerlund.
Новый толчок к развитию Мюрвик получил, когда Императорский флот решил использовать окрестную территорию под место базирования. В дополнение к торпедной школе, построенной в 1903 году, и причалу для швартовки учебных кораблей, начиная с 1907 года на землях, находящихся к северу от сообщества Twedterholz, уже находится располагающаяся в окрестностях Osbek морская офицерская школа. В 1910 году обе общины были объединены с Фленсбургом, и Мюрвик превратился в новый городской район. С 1912 года он связан с новой главной улицей (Бисмаркштрассе — Мюрвикштрассе). С 1912 по 1957 год Мюрвик также был связан непосредственно с центральной частью города Фленсбурга 3-м трамвайным маршрутом городского трамвая. В 1930-е годы происходило массивное расширение существующих и строительство новых военных объектов.
В настоящее время район остаётся известным во многом благодаря военно-морскому училищу в Мюрвике, в котором обучаются офицеры Deutsche Marine. Соседняя военно-морская база существовала до 90-х годов XX века, однако она стала жертвой сокращений в ходе конверсии оборонной промышленности. На месте существовавшей много лет базы возникли гавань для спортивных судов «Марина», плавучая пристань Sonwik и глубоководные причалы для больших яхт. Бывшие казармы будут преобразованы в кондоминиумы и магазины спортивных принадлежностей для яхтсменов прямо в заливе.
В Мюрвике находится памятник культуры, водонапорная башня, построенная в 1961 году.

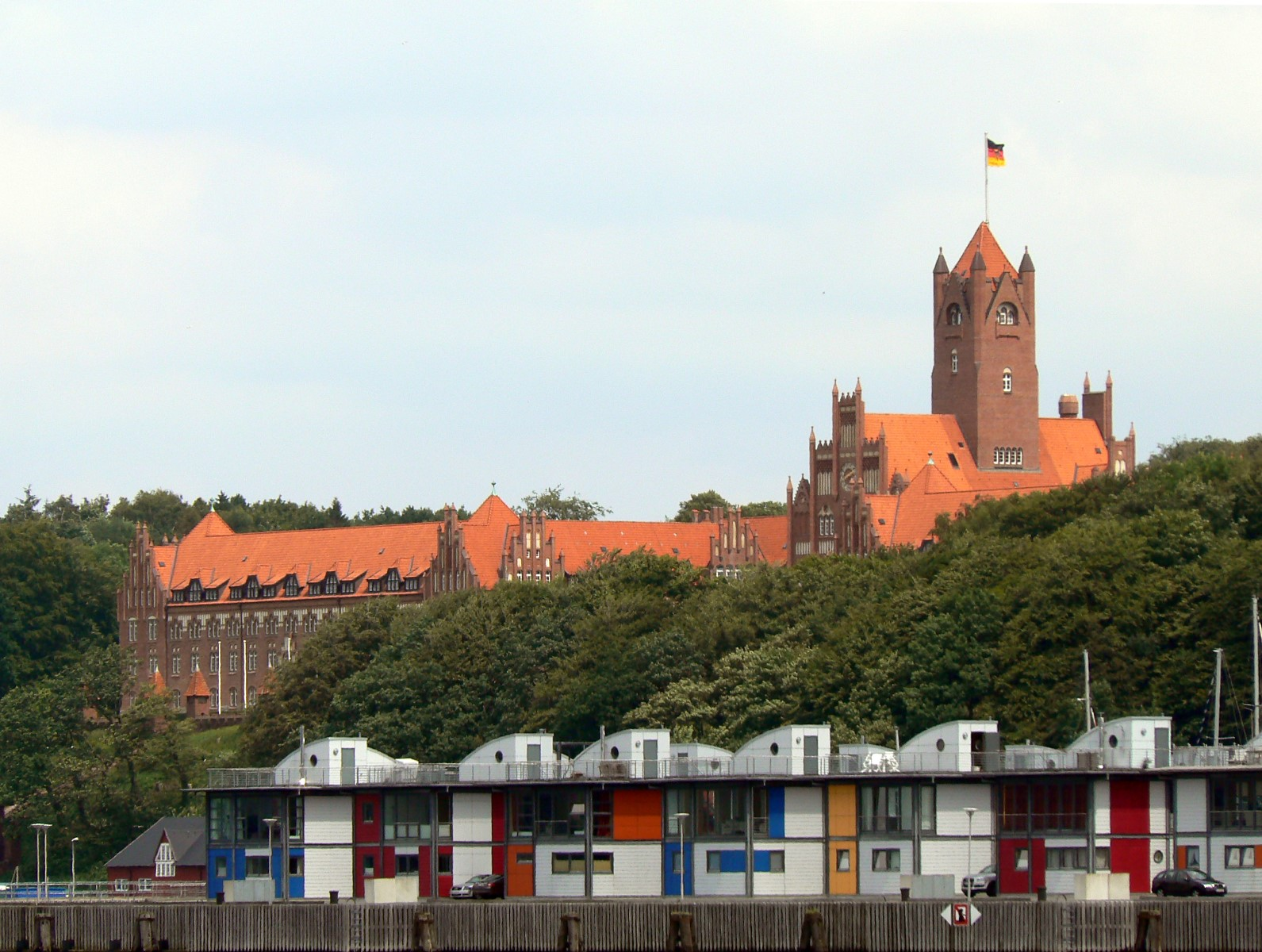
Пристань Sonwik в гавани Marina перед военно-морским училищем

В Мюрвике также существовало военно-морское училище связи, которое имеет длительные традиции. Оно было построено в 1902 году как Marinenachrichtenschule (военно-морское училище разведки) и, начиная с 1950-х годов, вплоть до его закрытия в сентябре 2002 года, большое количество связистов Deutsche Marine получили там свою профессионально-техническую подготовку.
Здания бывшего военно-морского училища связи по-прежнему используются в качестве казарм, в настоящее время там находится Училище стратегической (космической) разведки бундесвера.
По адресу Фьордештрассе 6 находится Федеральное ведомство дорожного движения (KBA), ведущее центральный реестр нарушений правил движения на транспорте, в народной речи заменяемое эрративом «Картотека нарушителей правил движения на транспорте». В 1952 году этот федеральный орган намеренно переехал в экономически слаборазвитый район пограничной зоны из Билефельда для увеличения роста занятости населения в северной части пограничного района с Данией. Кроме этого, существует филиал вышеупомянутого федерального ведомства ещё и в Дрездене.
Рядом с КВА и напротив Военно-морского училища находится мюрвикская Церковь Христа, которая также служила в качестве гарнизонной церкви.
С 3 по 23 мая 1945 года существовала Особая область Мюрвик — последнее место пребывания фленсбургского правительства адмирала Дёница.